# Доктор Крупов
«Доктор Крупов» — повесть Александра Ивановича Герцена, впервые опубликованная в 1847 году. Повесть написана от лица доктора Крупова как вступление к его научному психологическому трактату, в котором он развивает теорию о всеобщем умопомешательстве. Крупов — один из персонажей романа Герцена «Кто виноват?».

## Сюжет
Доктор Крупов, который является как бы автором повести, перед публикацией своего основного труда публикует вступление к нему, где раскрывает причины, по которым он решился написать свой трактат. Заодно Крупов достаточно подробно рассказывает свою биографию.
Первое побуждение написать подобный труд возникло у Крупова ещё в ранней юности, когда он наблюдал за другом своего детства Лёвкой. Лёвка жил в полном единении с природой, был искренен, любил друзей и не любил врагов, хоть одним из его врагов был отец. Он был мало приспособлен к жизни в человеческом обществе, у него не было талантов ни к письму, ни к чтению. И за это односельчане смеялись над ним, считая его дурачком. Крупов делает вывод, что деревенские были сумасшедшими, не меньше, чем Лёвка. Только Лёвка был безумцем на свой лад, за то и был не любим.
Поступив в Московскую медико-хирургическую академию, Крупов продолжает наблюдения на профессиональной основе. Объектами его наблюдений становятся пациенты дома для умалишённых. И здесь он утверждается в тех выводах, к которым пришёл, наблюдая за Лёвкой.
Рассмотрев «официальных» сумасшедших, признанных таковыми обществом, доктор переключается на простых обывателей. И в них он находит несомненные признаки безумия. Поведение своей кухарки Матрёны Бучкиной, Крупов не может объяснить ничем кроме поражения головного мозга. Она спаивает своего мужа, после чего сама же получает от него взбучку, но при этом возмущается, когда ей предлагают не покупать ему вина и с другой стороны возмущается, когда ей советуют терпеть побои. Она любит свою дочь, но нещадно лупит её и отказывает ей в каком-либо лечении. Только тяжелая болезнь мозга, по мнению Крупова причина такого поведения. Целый рассадник умалишённых Крупов обнаруживает в канцелярии врачебной управы. Крупов приводит ещё два примера психических заболеваний. Богатых супругов, которые ненавидят и изводят друг друга, ходят на сторону и нет ни единого препятствия для развода, но они упорно остаются вместе. И второй пример — богатый помещик, испытывая большие унижения, зазывает всякого проезжающего крупного чиновника на обильный обед или ужин без всякой для себя пользы.
Углубившись в изучения истории и географии доктор приходит к выводу, что всеобщее умопомешательство не знает ни временных, ни географических границ.

## Отзывы современников
- Виссарион Белинский: «В нём <произведении> автор ни одною чертою, ни одним словом не вышел из сферы своего таланта, и оттого здесь его талант в большей определенности, нежели в других его сочинениях. Мысль его та же, но она приняла здесь исключительно тон иронии, для одних очень веселой и забавной, для других грустной и мучительной, и только в изображении косого Левки – фигуры, которая бы сделала честь любому художнику, – автор говорит серьезно. По мысли и по выполнению, это решительно лучшее произведение прошлого года...»
- Иван Тургенев: «Крупов восхитителен»[4].